# Туфо
Ту̀фо (на италиански: Tufo) е село и община в Южна Италия, провинция Авелино, регион Кампания. Разположено е на 250 m надморска височина. Населението на общината е 934 души (към 2011 г.).